# Kanton Port-sur-Saône
Port-sur-Saône is een kanton van het Franse departement Rhône. Het kanton maakt deel uit van de arrondissementen Vesoul en Lure.

## Gemeenten
Het kanton Port-sur-Saône omvatte tot 2014 de volgende 17 gemeenten:
- Amoncourt
- Auxon
- Bougnon
- Breurey-lès-Faverney
- Chaux-lès-Port
- Conflandey
- Équevilley
- Flagy
- Fleurey-lès-Faverney
- Grattery
- Mersuay
- Port-sur-Saône (hoofdplaats)
- Provenchère
- Scye
- Le Val-Saint-Éloi
- Vauchoux
- Villers-sur-Port

Bij de herindeling van de kantons door het decreet van 17 februari 2014, met uitwerking op 22 maart 2015, werden daar volgende 29 gemeenten aan toegevoegd : 
- Amance
- Anchenoncourt-et-Chazel
- Anjeux
- Bassigney
- Baulay
- Betoncourt-Saint-Pancras
- Bouligney
- Bourguignon-lès-Conflans
- Buffignécourt
- Contréglise
- Cubry-lès-Faverney
- Cuve
- Dampierre-lès-Conflans
- Dampvalley-Saint-Pancras
- Faverney
- Fontenois-la-Ville
- Girefontaine
- Jasney
- Mailleroncourt-Saint-Pancras
- Melincourt
- Menoux
- Montureux-lès-Baulay
- La Pisseure
- Plainemont
- Polaincourt-et-Clairefontaine
- Saint-Remy
- Saponcourt
- Senoncourt
- Venisey